# Elena Grišina
Elena Borisovna Grišina (in russo Елена Борисовна Гришина?; 6 novembre 1968) è un'ex schermitrice russa, fino al 1991 sovietica, vincitrice di due medaglie d'argento ai campionati mondiali di scherma.